# Berberis salicaria
Berberis salicaria är en berberisväxtart som beskrevs av Friedrich Karl Georg Fedde. Berberis salicaria ingår i släktet berberisar, och familjen berberisväxter. Inga underarter finns listade i Catalogue of Life.